# 理数工学科
理数工学科（りすうこうがくか）とは、ものづくりの基礎を学びながら、理工系大学進学を目指す学科。

## 理数工学科を設置している高校
- 北海道札幌国際情報高等学校
- 秋田県立能代工業高等学校
- 大阪市立都島工業高等学校
- 静岡県立浜松工業高等学校
- 鳥取県立鳥取工業高等学校
- 日本工業大学駒場高等学校
- 千葉県立千葉工業高等学校

### 理数工学科に類する学科を持つ高校
理数科
- 静岡県立科学技術高等学校

科学技術科
- 東京工業大学附属科学技術高等学校
- 東京都立科学技術高等学校
- 東京都立多摩科学技術高等学校